# Наммахани
Намма́хани — энси (правитель) шумерского государства Лагаш, правил приблизительно в 2108 — 2104 годах до н. э., из второй династии Лагаша. Зять Ур-Бабы, был женат на его дочери Нинганде.
Вначале он был энси Уммы при гутийском царе Ярлаганде, которому он неоднократно посылал дары.

«В те дни, когда Ярлаганд был царём гутиев, Наммахани, энси Уммы, построил для богини Нинурры, матери Уммы, её старый дом и восстановил его».— надпись на закладном цилиндре в виде глиняного гвоздя
Но со дня смерти (или смещения) Ярлаганда и воцарения нового вождя гутиев Сиума, приблизительно в 2116 г. до н. э., в Умме упоминается новый энси Лугальаннатум. Из этого можно сделать вывод, что Наммахани чем-то не угодил новому царю, был смещён с должности энси Уммы и бежал в Лагаш. Здесь уже в старческом возрасте ему удалось занять престол энси Лагаша.
Во время правления Наммахани, между ним и «мужем города Ура» (очевидно Ур-Намму) возник земельный спор. Дело в том, что ещё в правление гутиев, воспользовавшись смутным временем, тогдашний энси Ура Лусага расширил свои границы за счет лагашской территории. Теперь Наммахани стал добиваться возврата захваченных земель. Этот спор стал настолько острым, что потребовалось вмешательство царя Урука и всего Шумера Утухенгаля. Утухенгаль решил спор в пользу Лагаша и в 7-й год своего правления (ок. 2106 г. до н. э.) прислал землемера для проведения границы между Лагашем и Уром.
Видимо, уступленная Ур-Намму по третейскому решению Утухенгаля спорная территория была, одной из причин жестокой ненависти Ур-Намму к Наммахани и вообще к Лагашу. После вступления на престол Шумера и Аккада Ур-Намму, Наммахани как бывший противник урского царя не смог более оставаться правителем Лагаша и уступил его Ур-Абе, но данная перемена ничуть не отразилась на карьерах знатных лиц.

## Список датировочных формул Наммахани
|   |                                                                                      |
| 1 | Год, когда Наммахани [стал] энси AnOr 30 p 10 6:1 mu nam-maha-ni ensi2               |
| 2 | Год после года, когда Наммахани [стал энси] AnOr 30 p. 10 6: 2 mu nam-maha-ni us2-sa |